# Archie McDiarmid
Pour les articles homonymes, voir McDiarmid.
Archie McDiarmid (8 décembre 1881-11 août 1957) est un athlète canadien né à Balvicar (en) en Écosse. Il participe aux Jeux olympiques de 1920 d'Anvers en Belgique .
En 1920, il termine quatrième au lancer du marteau lourd et neuvième au lancer du marteau masculin. McDiarmid est le porte-drapeau du Canada lors de ces olympiades. Il termine sixième dans la compétition de lancer du marteau lors des Jeux de l'Empire britannique de 1930 de Hamilton en Ontario.